# Eduard Frühwirth
Eduard Frühwirth (Vienna, 17 novembre 1908 – 23 febbraio 1973) è stato un allenatore di calcio e calciatore austriaco, di ruolo attaccante.

## Carriera

### Giocatore
Ha sempre disputato il campionato austriaca sino all'anno del ritiro dal calcio giocato, avvenuto nel 1940.

### Allenatore
Da allenatore ha guidato la Nazionale austriaca alle Olimpiadi del 1948.

## Palmarès

### Giocatore

#### Competizioni nazionali
- Coppa d'Austria: 1

Wiener AC: 1930-1931

### Allenatore

#### Competizioni nazionali
- Campionato tedesco: 1

Schalke 04: 1957-1958
- Campionato austriaco: 1

Austria Vienna: 1962-1963
- Coppa d'Austria: 1

Austria Vienna: 1962-1963